# Ophiclinops hutchinsi
Ophiclinops hutchinsi är en fiskart som beskrevs av George och Springer, 1980. Ophiclinops hutchinsi ingår i släktet Ophiclinops och familjen Clinidae. Inga underarter finns listade i Catalogue of Life.